# Elmer Bantz
Elmer Bantz (* 25. September 1908 als Gustav Specht in Marienburg; † 3. Juni 2002 in Lichtenau) war ein deutscher Schauspieler und Rundfunksprecher, der als Chefsprecher des Großdeutschen Rundfunks und später des Südwestfunks wirkte.

## Leben
Bantzens Bühnenlaufbahn begann in den 1920er Jahren als Aushilfskraft beim Stadttheater Herne. Von 1927 bis 1929 absolvierte er eine Schauspielausbildung am Max-Reinhardt-Seminar in Wien, wo er parallel am Theater in der Josefstadt wirkte und gemeinsam mit Hans Moser und Paula Wessely auftrat. Anfang der 1930er Jahre erfolgte ein Wechsel an das Schauspielhaus Zürich und 1933 nach Berlin, wo Bantz am Admiralspalast engagiert war und mit Hans Albers und Fritz Kortner in dem Antikriegsstück Rivalen spielte. Später wirkte er auch an dem „erbbiologischen Volksschauspiel“ „Der Erbstrom“ mit, einem im Auftrag der NSDAP erstellten Propagandafilm.
Ab 1934 war Bantz als Rundfunksprecher tätig, zunächst beim Fernsehsender „Paul Nipkow“, seit 1936 beim Deutschlandsender und von 1939 bis Mai 1945 als Chefsprecher des Großdeutschen Rundfunks, wo er u. a. Siegesmeldungen und Durchhalteparolen verlautbarte. Bantz rechtfertigte diese Tätigkeit später damit, dass er nur abgelesen habe, was andere ihm aufgetragen hatten. Mitglied der NSDAP war er nicht. Nach Ende des Dritten Reiches wurde Elmer Bantz von der sowjetischen Besatzungsmacht verhaftet und im Speziallager Sachsenhausen interniert. Dort soll er Heinrich George bis zum Schluss gepflegt haben. Die Strafjustiz der DDR verurteilte Bantz zu einer zehnjährigen Freiheitsstrafe, von der er zwei Jahre im Zuchthaus Waldheim verbüßte. Dann wurde Bantz begnadigt und ging in die Bundesrepublik. Nach 1990 wurde er wegen der Verurteilung und der Haft rehabilitiert.
In Baden-Baden fand Bantz Anstellung als Chefsprecher des Südwestfunks. Dort las er neben Nachrichten und Kommentaren auch feuilletonistische Beiträge und war für die Ausbildung des Sprechernachwuchses zuständig, zu dem Sigi Harreis, Dagmar Berghoff und Frank Elstner gehörten. Nach seiner Pensionierung 1974 gründete er das Hoftheater Scherzheim im badischen Lichtenau. Auf der Kleinkunstbühne traten viele bekannte Kabarettisten auf.
Bantz war verheiratet und lebte bis zu seinem Tode in Scherzheim, einem Ortsteil Lichtenaus.

## Filmauftritt
- 1941: Sechs Tage Heimaturlaub